# Windows Longhorn

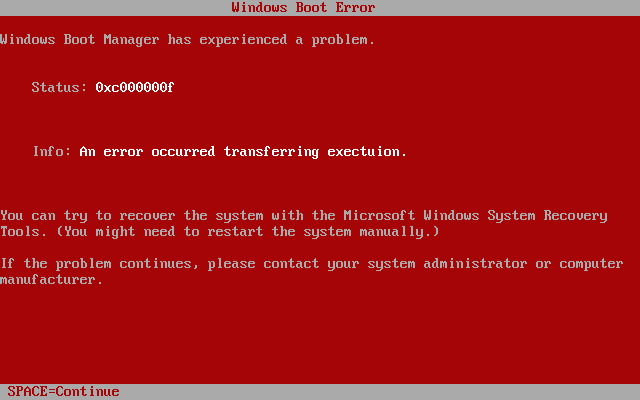
Червоний екран смерті в Longhorn

Longhorn — проєкт операційної системи від Microsoft, який спочатку мав стати наступником Windows XP і Server 2003. Прем'єра цієї системи повинна була відбутися у 2004 році, але її багато разів переносили. У 2005 році проєкт був припинений, а потім Microsoft знову почала працювати над Longhorn, який отримав назву Windows Vista. Кодова назва Longhorn пізніше збереглася як кодова назва Vista та в проєкті Windows Server Codename «Longhorn», який після завершення став Server 2008. Багато хто плутає ці два проєкти, але, крім назви, більше нічого спільного у них немає.

## Скидання роботи на Longhorn
Доля проєкту Windows Longhorn була вирішена ще до того, як була скомпільована остання відома збірка 4093. Протягом 2004 року в Windows XP і Internet Explorer було виявлено багато вразливостей безпеки, які потрібно було виправити. Багато розробників Longhorn були переведені під час розробки Service Pack 2 для Windows XP. Через це система розвивалася набагато повільніше, і весь проєкт став важко контролювати та містив забагато помилок. У вересні 2004 року було прийнято рішення розпочати створення системи з нуля на базі Server 2003. Нові збірки були пронумеровані від 5000 і далі, щоб відрізнити їх, і ще деякий час називалися Longhorn, хоча технічно вони були абсолютно різними. Протягом наступного року деякі елементи було перенесено зі «старого» до «нового» Longhorn, хоча багато з них, як-от WinFS та бічна панель, інтегрована з Explorer, були залишені. З цієї причини багато людей вважають, що Windows Vista, яка є прямим продуктом скидання, не є такою, якою вона мала бути. Багато залишених компонентів повернулися в Windows 7, але в рудиментарній формі, як-от бібліотеки.

## Ліцензія та законність
Windows Longhorn ґрунтувався на 180-денній оцінці EULA. Деякі люди помилково вважають, що проєкт був залишений Microsoft і його слід розглядати як abandonware, що не відповідає дійсності, оскільки кожен проєкт, навіть якщо він не завершений, все ще належить Microsoft. Така ситуація сталася, коли творцям одного з «диких» варіантів Longhorn довелося припинити роботу над проєктом відповідно до вимог Microsoft.